# Allomengea coreana
Allomengea coreana là một loài nhện trong họ Linyphiidae.
Loài này thuộc chi Allomengea. Allomengea coreana được Kap Yong Paik & Takeo Yaginuma miêu tả năm 1969.